# Vădurele (okręg Sălaj)
Vădurele – wieś w Rumunii, w okręgu Sălaj, w gminie Năpradea. W 2011 roku liczyła 202 mieszkańców.